# Angoon
Angoon is een plaats (city) in de Amerikaanse staat Alaska, en valt bestuurlijk gezien onder Skagway-Hoonah-Angoon Census Area.

## Demografie
Bij de volkstelling in 2000 werd het aantal inwoners vastgesteld op 572.
In 2006 is het aantal inwoners door het United States Census Bureau geschat op 469, een daling van 103 (-18,0%).

## Geografie
Volgens het United States Census Bureau beslaat de plaats een oppervlakte van
100,0 km², waarvan 58,3 km² land en 41,7 km² water.

## Plaatsen in de nabije omgeving
De onderstaande figuur toont nabijgelegen plaatsen in een straal van 72 km rond Angoon.